# Resolució 1473 del Consell de Seguretat de les Nacions Unides
La Resolució 1473 del Consell de Seguretat de les Nacions Unides fou adoptada per unanimitat el 4 d'abril de 2003. Després de recordar les resolucions anteriors sobre a Timor Oriental (Timor-Leste), particularment la Resolució 1410 (2002), el Consell va ajustar la Missió de Suport de les Nacions Unides a Timor Oriental (UNMISET) per millorar la seva capacitat per entrenar a la Policia Nacional de Timor Oriental a la llum de la situació de seguretat i va frenar la reducció de l'operació.
El Consell de Seguretat acollir amb beneplàcit els progressos aconseguits per Timor Oriental amb l'assistència de la UNMISET, destacant la prioritat de millorar les capacitats de la policia nacional i assenyalar els continus reptes de la seguretat i l'estabilitat del país. Va decidir que la composició i la força del component policial de la UNMISET i la seva reducció de membres inclourien les següents mesures:
(i) inclusió d'una unitat internacional durant un any;
(ii) oferta de capacitat de capacitació addicional en relació amb el control de la multitud, la seguretat fronterera i les operacions tàctiques;
(iii) èmfasi en els drets humans i estat de dret;
(iv) mantenir una presència de supervisió i assessorament en àrees sota el control de la policia de Timor Oriental;
(v) preparatius per a la transferència d'autoritat a la policia de Timor Oriental.
La resolució va decidir que la reducció del component militar de la UNMISET fins a desembre de 2003 s'ajustés per tal que el nombre de militars mantenidors de la pau es mantingués seria reduït de 1.750 més lentament que el previst en la Resolució 1410. El gener de 2004, 325 oficials encara estarien presents al país. També es conservaran dos batallons.
Es va demanar al secretari general Kofi Annan que informés abans del 20 de maig de 2003 un calendari revisat per a la reducció de la UNMISET i que informés al Consell de l'evolució de Timor Oriental. Finalment, es va demanar al Govern de Timor-Leste que cooperés amb la UNMISET en la implementació d'estratègies policials i militars.